# Yi qi
Yi è un genere estinto di dinosauro teropode scansoriopterigide vissuto tra il medio e tardo Giurassico, circa 160 milioni di anni fa, in quella che oggi è la Cina. Il genere contiene una singola specie, ossia Yi qi (pronuncia in mandarino: [î tɕʰǐ] ; dal cinese: 翼, in pinyin yì, letteralmente: "ala", e 奇 qí, "strana"). Questo bizzarro animale è noto solamente per un unico fossile di un esemplare adulto, ritrovato in strati del Medio e del Tardo Giurassico, circa 160 milioni di anni fa, a Hebei, in Cina. Molto probabilmente questo piccolo animale conduceva uno stile di vita arboricolo. Come molti altri scansoriopterigidi, lo Yi possedeva un insolito e allungato terzo dito, che sosteneva una sorta di membrana di pelle tirata tra le dita della mano e le anche, la quale probabilmente permetteva all'animale una sorta di primitivo volo libero. Tali ali membranose, supportate da un osso specializzato attaccato al polso, gli conferivano un'apparenza superficiale da pipistrello.

## Descrizione

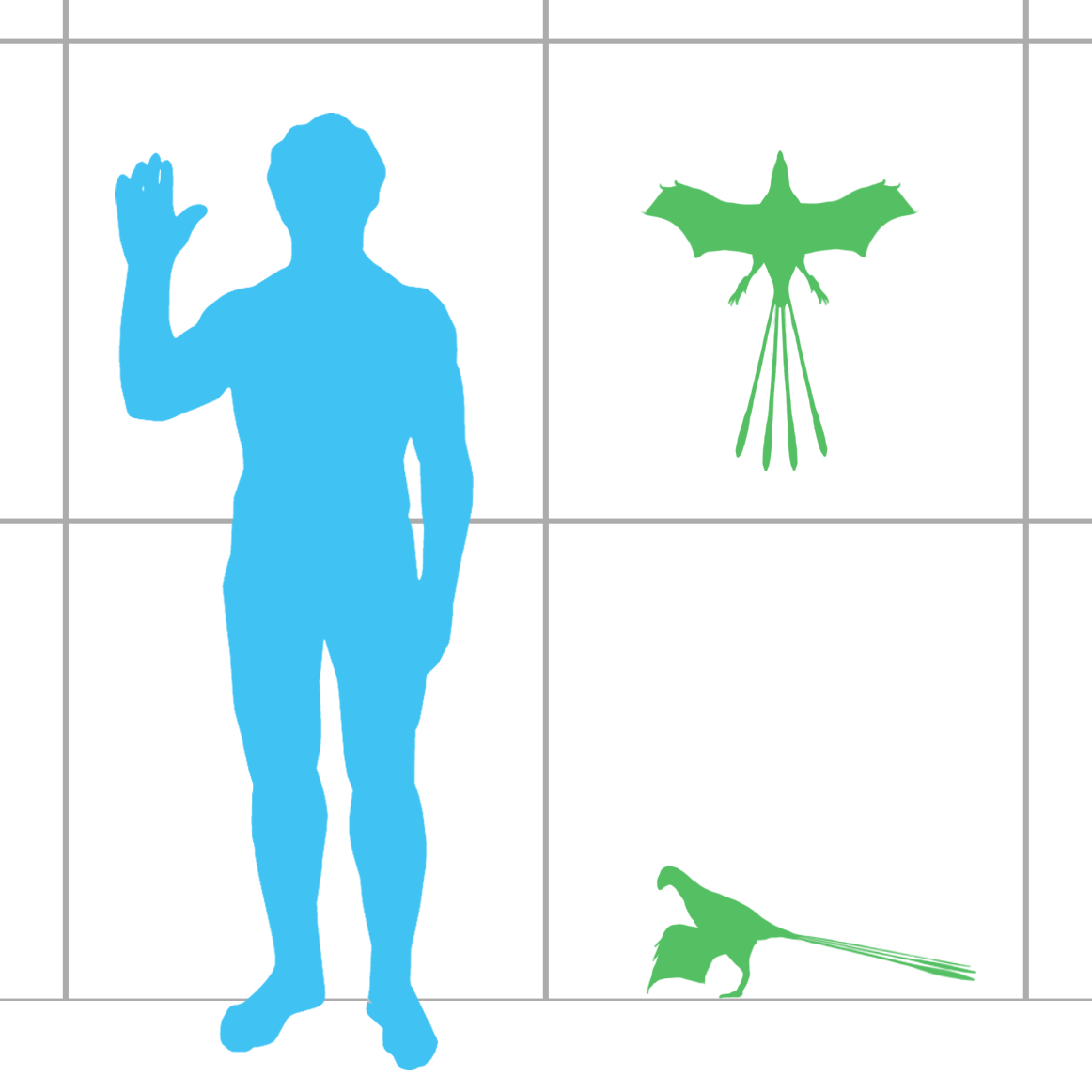
Dimensioni di Yi qi in confronto ad un uomo. Ogni segmento della griglia rappresenta un metro quadro

### Dimensioni
Lo Yi è noto solamente per un unico fossile composto da una scheletro parziale (olotipo STM 31-2), attualmente custodito nella collezione del Tianyu Museum of Nature di Shandong. Il fossile era compresso in una lastra fossile che contiene anche una contropiastra. Lo scheletro è in gran parte articolato e comprende il cranio, la mandibola e le ossa del collo e degli arti, ma mancano buona parte della spina dorsale, il bacino e la coda. L'animale era relativamente piccolo con un peso stimato sui 380 grammi (0,84 lb).

### Scheletro
Come tutti gli altri scansoriopterygidi, lo Yi aveva una testa piccola e smussata, con la mascella inferiore cascante. I denti erano piccoli e posizionati solo nella parte anteriore delle ganasce, con quattro denti anteriori superiori per lato di cui il più grande leggermente rivolto in avanti, e con i denti inferiori anteriori più inclinati rispetto a quelli anteriori. I lunghi arti anteriori erano sottili e simili a quelli della maggior parte degli altri dinosauri paravidi. Il primo dito della mano era il più breve, il secondo era di dimensioni intermedie, mentre il terzo era il più lungo e si allungava sproporzionatamente alle dimensioni della mano. Ciò che rende interessante questo animale e che lo differenzia da tutti i dinosauri conosciuti, è la presenza di un osso allungato che si originava dal polso proiettandosi verso l'esterno formando una sorta di "quarto dito", che i paleontologi chiamano "elemento stiliforme", più lungo sia del terzo dito sia dell'ulna stessa. Questo "elemento stiliforme" sembra essere un adattamento per il sostegno della membrana alare presente tra le dita e il corpo dell'animale. La sua forma era leggermente curva e rastremata all'estremità.

### Piume e pelle
L'unico esemplare noto di Yi conserva anche tracce di un primitivo piumaggio. Insolitamente, al contrario di dinosauri imparentati come i più evoluti pennaraptora (un clade che contiene tutti i teropodi che possedevano piume avanzate, simili a quelle degli uccelli), le piume di Yi erano molto semplici dalla struttura a "pennello", con base a piume d'oca e con spruzzi di sottili filamenti che partivano da essa. Queste strutture erano piuttosto rigide. Le piume coprivano buona parte del corpo e partivano dal muso per poi coprire tutto il corpo. Le piume della testa e del collo erano lunghe e formavano uno spesso strato, mentre le piume del corpo erano anche più a lungo e più densa, il che rende difficile agli scienziati studiare dettagliatamente la loro struttura. Le piume più lunghe misuravano circa sei centimetri ed erano presenti solo dietro l'omero e la tibia. Anche il metatarso del piede era coperto da piume.
Il fossile presenta anche piccole macchie di pelle membranosa, tra le dita e l' "elemento stiliforme", indicando che a differenza di tutti i dinosauri conosciuti, gli arti dello Yi erano uniti al corpo tramite una membrana di pelle, simile a quella dei pipistrelli, piuttosto che da penne remiganti. La membrana era tesa tra il terzo dito della mano e l'osso stiliforme e forse anche al corpo dell'animale. Questo avrebbe dato all'animale un aspetto da pipistrello, in un chiaro esempio di evoluzione convergente. Tuttavia, i pipistrelli non posseggono un osso stiliforme, ma la loro membrana si estende tra le dita allungate della mano. Una sorta di osso stiliforme ossificato si può trovare in animali moderni come gli scoiattoli volanti. Il petauro maggiore, così come la sua controparte preistorica Eomys quercyi, possiede un lungo elemento stiliforme cartilagineo.

### Colorazione
Grazie alle moderne tecnologie e analisi col microscopio elettronico gli scienziati hanno potuto identificare la presenza nelle piume di melanosomi, ossia pigmenti di colore. Tutte le nove sedi di piume studiate presenti sul corpo dell'animale hanno dato come risultato il colore nero. Le piume presenti sulla testa invece avevano una tonalità giallo-marroncina. Sulle membrane invece non si hanno avuti risultati circa la loro pigmentazione, accertando solo la presenza di phaeomelanosomeri. Gli eumelanosomeri delle piume del polpaccio erano eccezionalmente grandi.

## Classificazione
Lo Yi è stato classificato come appartenente alla famiglia degli scansoriopterygidae, un gruppo di piccoli maniraptorani caratterizzato dalle minuscole dimensioni, dita eccezionalmente allungate e un piccolo cranio smussato. Un'analisi cladistica ha identificato come suoi parenti più stretti Epidendrosaurus ed Epidexipteryx. Una seconda analisi sulla famiglia degli scansoriopterygidae ha rivelato che si tratta della famiglia più primitiva del clade dei paraves.

## Storia della scoperta

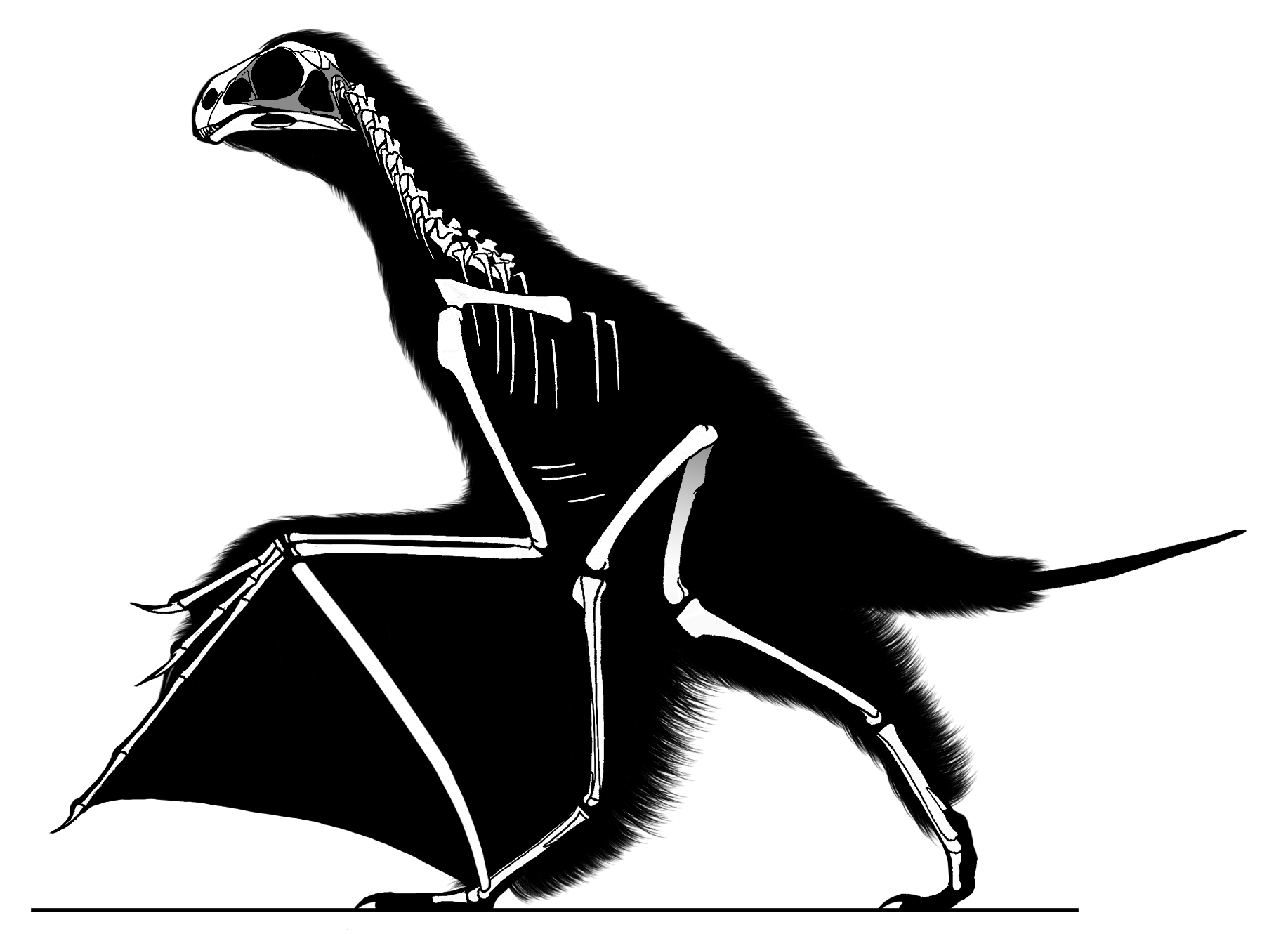
Elementi scheletrici noti di Yi qi

L'unico esemplare noto di Yi qi fu scoperto da un contadino, Wang Jianrong, in una cava vicino al villaggio di Mutoudeng (Contea di Qinglong, Hebei). Wang cedette il fossile al Tianyu Museum of Nature di Shandong, nel 2007. In seguito i tecnici del museo hanno cominciato la preparazione del fossile. Viste le innumerevoli caratteristiche uniche e la presenza di vari tessuti molli, il fossile non è stato ulteriormente preparato per evitare di danneggiarlo ed è stata effettuata una TAC. La presentazione del fossile e il suo studio furono pubblicati sulla rivista Nature ed è apparso in rete il 29 aprile 2015.
Il team di scienziati che studiò il fossile fu guidato dal paleontologo Xu Xing, aiutato dai suoi collaboratori Zheng Xiaoting, Corwin Sullivan, Wang Xiaoli, Xing Lida, Wang Yan, Zhang Xiaomei, Jingmai O'Connor, Zheng Zhang Fucheng e Pan Yanhong. La specie tipo fu chiamata Yi qi. Il nome generico Yi significa "ala" in mandarino. Il nome specifico qi significa "strano" sempre in mandarino. Lo Yi è anche uno dei dinosauri con il nome generico più corto, record prima detenuto dal sauropode Zby atlanticus, contenendo appena due lettere. Il suo nome binomiale, Yi qi, è anche il più breve possibile ai sensi degli articoli 11.8.1 e 11.9.1 del Codice Internazionale di Nomenclatura Zoologica, a quattro lettere (condivide questa distinzione con il moderno pipistrello Ia io).

## Paleobiologia
Lo Yi qi, e forse altri tipi di scansoriopterygidi, possedeva un tipo d'ala completamente diverso e sconosciuto da quello degli altri paravian, che avevano un ali piumate come quelle degli uccelli. A differenza di altri dinosauri paravian, lo Yi ha sostituito ali piumate da uccello, con ali membranose, in quello che potrebbe essere stato uno dei tanti esperimenti evolutivi indipendenti con il fine del volo degli uccelli.
Le ali membranose dello Yi sono uniche tra i dinosauri e di difficile interpretazione. Che il braccio potrebbe in linea di principio fungere da ala, è dimostrato dal fatto che braccia sono più lunghe e lo spessore era sufficiente per le sue ossa lunghe. Inoltre è difficile spiegare l'elemento stiliforme al di fuori del contesto del volo. La presenza di un lungo osso stiliforme, aggiungendolo come supporto per la membrana alare, riscontrabile anche in altri animali che planano, suggerisce che lo Yi era un animale specializzato per il volo planato. Mentre è possibile che alcune forme di sbattimento volo possano essere state utilizzate da altri animali, la mancanza di prove di grandi muscoli pettorali e di una cresta deltopettorale, le dimensioni ridotte dell'omero e la macchinosità dell'elemento stiliforme, rende più probabile l'ipotesi che lo Yi fosse un esclusivo planatore. Nella migliore delle ipotesi, i ricercatori che hanno condotto lo studio iniziale sul fossile hanno affermato che il suo moto di volo doveva essere considerato incerto.
Gli autori hanno proposto tre diversi modelli principali per la configurazione dell'ala dello Yi qi: 
- Nel Modello Pipistrello, come nei pipistrelli l'elemento stiliforme sarebbe puntato direttamente verso la parte posteriore, con una membrana che collega l'elemento stiliforme al tronco. Ciò avrebbe portato alla formazione di un'ampia superficie di volo che avrebbe aiutato l'animale a manovrare i suoi movimenti nell'aria. Una variante del modello pipistrello potrebbe essere il modello pterosauro in cui l'osso stiliforme sarebbe stato diretto obliquamente verso l'esterno, conformando un'ala più stretta;
- Nel Modello Maniraptora, in cui l'elemento stiliforme era rivolto verso il corpo, rafforzando il bordo posteriore di una membrana sottile, eventualmente allargato dalla presenza di piume, sulla parte superiore o sulla parte inferiore, come nei maniraptora;
- Nel Modello Rana, l'osso stiliforme avrebbe allargato la membrana alare, in modo simile a come viene utilizzato dalle moderne rane volanti. In questo ultimo caso, la membrana avrebbe formato un'ala completa e le piume del braccio avrebbero favorito un'ascensione;[1]

Gli scienziati pensano che le prime due ipotesi siano le più plausibili, perciò le hanno sperimentate con dei test biomeccanici. Per entrambi i modelli si è ipotizzato che l'apertura alare dell'animale misurasse circa sessanta centimetri. La stretta ala del modello maniraptora avrebbe comportato di 320 cm la superficie alare con un carico alare di 1,19 g/cm². Per l'ampia dell'ala modello pipistrello, da questi valori, sarebbero stati 638 centimetri 2 e 0,6 g/cm², rispettivamente. In entrambi i casi il carico alare è ben al di sotto della critica 2,5 g/cm² limite superiore per il volo degli uccelli. Il modello maniraptora carico è tipico per le anatre, anche se queste hanno un'apertura alare relativamente più grande e allungamento alare più basso. Il modello pipistrello ha un carico tipico per uccelli costieri, anche se ancora una volta la loro apertura alare è (molto) più grande.
Un problema per l'ipotesi che lo Yi fosse un animale specializzato nel volo planato, risiede nel fatto che a causa della presenza di una membrana di pelle negli arti anteriori e non di una superficie piumosa, l'aria avrebbe incontrato resistenza scivolare lungo il suo tronco come con maggior parte delle vele, il suo centro di massa sembra essere dietro suo controllo e principali superfici portanti, causando instabilità nel volo. Questo problema potrebbe essere stato risolto dalla presenza di una breve coda carnosa e lunghe penne della coda, entrambi tratti riscontrati nell'imparentato Epidexipteryx. La sua stabilità potrebbe anche essere migliorato di alcuni movimenti di sbattimento delle ali. Un analogo moderno è il Kakapo, che allo stesso modo scivola dagli alberi, ma sbatte le ali per controllare la sua discesa.

## Paleoecologia

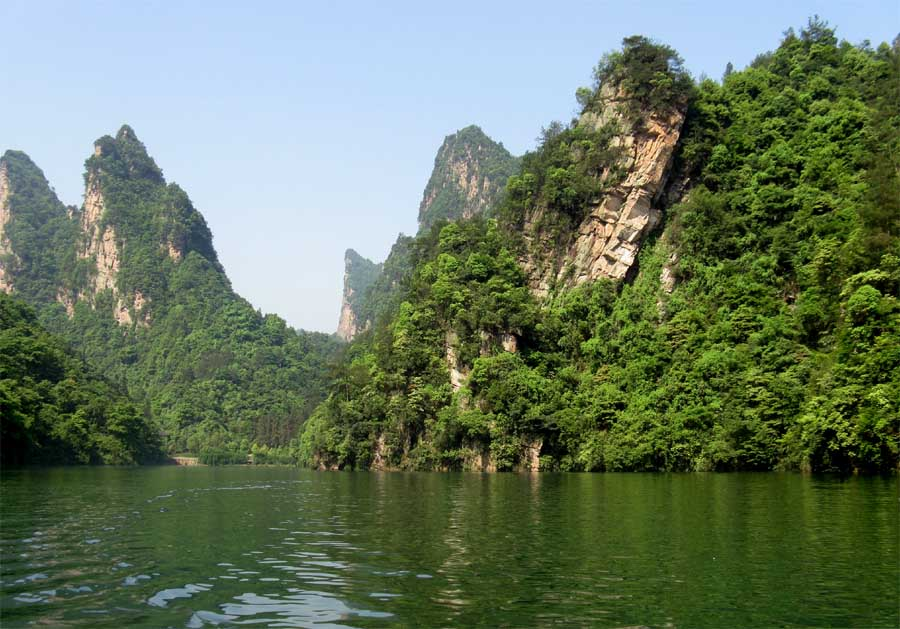
L'habitat dello Yi qi comprendeva vaste foreste pluviali e grandi laghi, in un ambiente molto simile a quello della moderna Zhangjiajie.

L'unico fossile noto di Yi qi fu ritrovato nelle rocce assegnate alla Formazione Tiaojishan, risalente tra il Calloviano e l'Oxfordiano, tra il medio e il tardo Giurassico, datato tra i 165 e i 153 milioni di anni fa. Questa formazione ha già restituito molti dei fossili meglio conservati di scansoriopterygidi noti come l'Epidexipteryx e lo Scansoriopteryx. L'ecosistema che prevaleva all'interno dell'habitat dello Yi era una folta foresta semi-pluviale dominata da bennettitales, alberi di ginkgo, conifere e felci leptosporangiate. Queste foreste erano circondate da grandi laghi all'ombra di numerosi vulcani attivi, le cui ceneri hanno favorito una buona fossilizzazione degli animali presenti nell'area. Il clima dell'epoca era subtropicale-temperato, caldo e umido. Altri fossili di vertebrati presenti nella stessa cava di roccia, indica che l'habitat dello Yi qi era abitato anche dalla piccola salamandra Chunerpeton tianyiensis, gli pterosauri Changchengopterus, Dendrorhynchoides e Qinglongopterus, numerosi dinosauri piumati come Anchiornis, Pedopenna e Xiaotingia, l'Heterodontosauride Tianyulong e alcuni piccoli mammiferi arboricoli come la specie Arboroharamiya jenkinsi.